# Metaure
|  | No s'ha de confondre amb Metaurus. |

El Metaure (llatí: Metaurus) és un riu d'Itàlia a la regió de les Marques. Per l'esquerra, té com afluent el riu Maggiore, i per la dreta el Candigliano, i els torrents Sant'Antonio i Tarugo. Desemboca a la mar Adriàtica. És un dels més importants i nombrosos riuets que baixen de la part oriental dels Apenins fins al mar. Passa per Fossombrone (Forum Sempronii), i a la darrera part del seu curs va paral·lel a la Via Flamínia, que baixava per la vall del Cantiano, un dels principals afluents del Metaure, i desembocava al Metauro uns quilòmetres per sota del coll d'Intereisa o Il Furlo. Desemboca al sud de Fano (Fanum Fortunae), però no té port. Sili Itàlic diu que era un torrent violent. En parlen també Estrabó, Plini el Vell, Pomponi Mela i Lucà.
A la riba del riu Metaure, a uns 15 km de la costa, a la vora de les viles de Calcinelli i de Montemaggiore al Metauro, s'hi va lliurar la batalla del Metaure l'any 207 aC, entre els cònsols romans Marc Livi Salinàtor i Gai Claudi Neró, i el germà d'Hanníbal, Asdrúbal. Els romans van obtenir la victòria i Asdrúbal, veient que no tenia escapatòria, es va llençar contra l'exèrcit enemic i va morir. Després d'aquesta victòria, els cartaginesos van començar a perdre la Segona Guerra Púnica.